# HMS Goliath (1898)
O HMS Goliath foi um couraçado pré-dreadnought operado pela Marinha Real Britânica e a segunda embarcação da Classe Canopus. Sua construção começou em janeiro de 1897 no Estaleiro Real de Chatham e foi lançado ao mar em março do ano seguinte, sendo comissionado na frota britânica em março de 1900. Era armado com uma bateria principal composta por quatro canhões de 305 milímetros montados em duas torres de artilharia duplas, tinha um deslocamento carregado de mais de catorze mil toneladas e alcançava uma velocidade máxima de dezoito nós.
O Goliath teve um início de carreira relativamente tranquilo e sem grandes incidentes, servindo primeiro no Sudeste Asiático até retornar para casa em 1903. Deveria voltar para a Ásia em 1905, mas foi transferido no caminho para a Frota do Mediterrâneo. Retornou para o Reino Unido logo início do ano seguinte e sendo transferido para a Frota do Canal, seguido por um breve período na Frota Doméstica. Retornou ao Mediterrâneo em 1908, mas voltou para a Frota Doméstica em 1909, onde permaneceu até ser tirado de serviço em 1913 e colocado inativo na reserva.
A Primeira Guerra Mundial começou em meados de 1914 e o Goliath foi mobilizado de volta ao serviço. Inicialmente foi colocado como navio de guarda na Escócia, mas logo transferido para dar cobertura para transportes de tropas britânicas até a Bélgica. Foi em seguida enviado para a África Oriental Alemã, participando de operações contra o cruzador rápido SMS Königsberg no rio Rufiji. O Goliath foi transferido em março de 1915 para dar suporte para a Campanha de Galípoli, sendo afundado em 13 de maio depois de ser torpedeado pelo contratorpedeiro Muavenet-i Milliye.